# Batman (sèrie de televisió)
Batman és una sèrie de televisió estatunidenca d'acció en directe de la dècada de 1960, basada en el comic book de DC Comics de Batman, la qual era protagonitzada per Adam West com Bruce Wayne / Batman i Burt Ward com a com Dick Grayson /Robin, dos herois que lluiten contra el crim i defenen Gotham City. És coneguda per la seva Estètica camp, per la música, i per la seva moral simplista, intencionadament humorística (dirigida al seu públic majoritàriament adolescent). Això incloïa defensar la importància d'utilitzar els cinturons de seguretat, fer deures, menjar verdures i beure llet. Va ser descrita pel productor executiu William Dozier com l'única comèdia de situació en antena sense una pista de rialles. Els 120 episodis es varen emetre a la cadena  ABC durant tres temporades del 12 de gener de 1966 al 14 de març de 1968, dues vegades a la setmana durant les primeres 2 i setmanal per la tercera. El 2016, els crítics de televisió Alan Sepinwall i Matt Zoller Seitz van classificar Batman com el 82è programa de televisió nord-americà més gran de tots els temps.

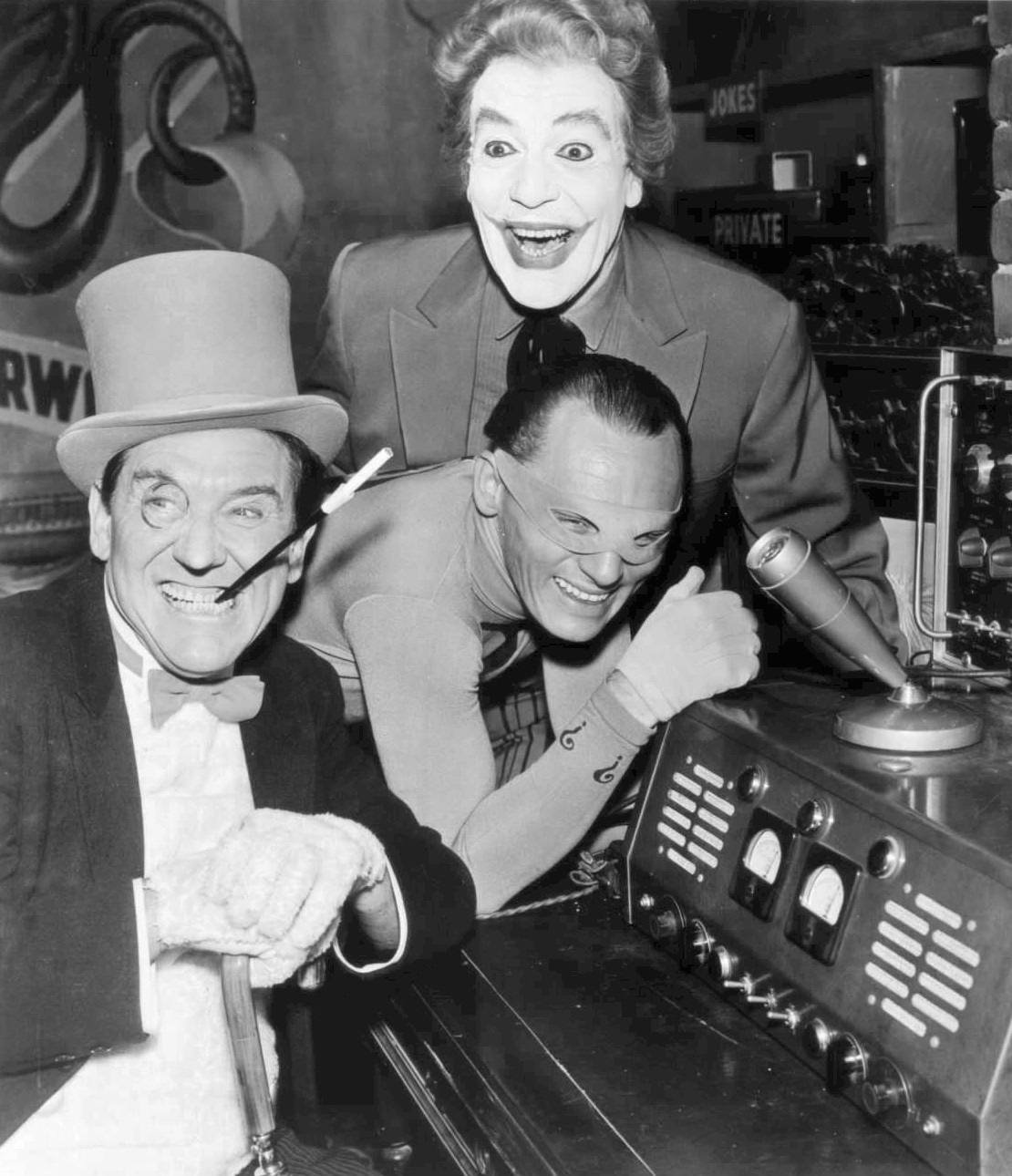
"Dolents convidats especials" (d'esquerra a dreta) Burgess Meredith com el pingüí, Cesar Romero com el Joker, i Frank Gorshin com l'Enigma

TV3 n'estrenà la versió en català el 1991, doblada als Estudis Carbonell amb direcció d'Elsa Fàbregas, Enric Arredondo i Joan Zanni i la traducció de Lluís Comes, entre d'altres; Canal 9 també l'emeté anys després amb un nou doblatge al valencià.

## Visió general
La sèrie se centra en Batman i Robin mentre defensen Gotham City dels seus diversos criminals. Tot i que es mostren amb freqüència les vides dels seus alter egos, el milionari Bruce Wayne i el seu pupil Dick Grayson, sol ser breument, en el context de la seva retirada de superherois per negocis o circumstàncies en què necessiten emprar les seves identitats públiques per ajudar en la seva lluita contra el delicte. El "Duo Dinàmic" sol ajudar-se de la policia de la ciutat de Gotham quan topen amb un supermalvat. Al llarg de cada episodi, Batman i Robin segueixen una sèrie de pistes aparentment inversemblants per descobrir el pla del supermalvat i després esbrinar com frustrar aquest pla i capturar el criminal.
Durant les dues primeres temporades,  Batman  es va emetre dues vegades per setmana en nits consecutives. Totes les històries eren de dues parts, a excepció de dues de tres amb protagonistes d'equips de malvats (el Joquer i el Pingüí, després el Pingüí i Marsha, Reina de Diamants) a la segona temporada. Els títols de cada història de diverses parts solen rimar. La tercera i última temporada, que es va emetre un episodi a la setmana i va presentar a Yvonne Craig com a  Barbara Gordon / Batgirl, va consistir en històries autònomes. Cada història de la tercera temporada acabava amb un petit anunci introductori amb el dolent convidat del següent episodi, excepte el final de la sèrie. Els anuncis breus d'introducció al següent episodi, consisteixen en malvats que mantenen captiu algú, generalment Batman o Robin, amb els captius amenaçats per la mort, lesions greus o un altre destí. Aquestes introduccions es resolen al començament de l'episodi següent, amb Batman i Robin sortint de cada parany i escapant de la mort.
Aparentment era una  sèrie policíaca de delinqüència i criminalitat, l'estil de l'espectacle era, de fet, acarnissat i descarat. Era una veritable comèdia de situacions, en què les situacions eren exagerades i generalment es feien riure. Això va augmentar a mesura que avançaven les temporades, amb l'afegit d'un absurd cada vegada més gran. No obstant això, els personatges sempre es prenien les situacions absurdes extremadament seriosament, cosa que s'afegia a la comèdia.